# The Fame
The Fame je debitantski studijski album američke pop pjevačice Lady Gage. Izdan je 19. kolovoza 2008., pod pokroviteljstvom izdavačke kuće Interscope Records. Gaga je na albumu surađivala s nekoliko producenata kao što su RedOne, Martin Kierszenbaum i Rob Fusari. Pjesme su inspirirane Gaginom ljubavlju prema slavi, kao i o životu bogatih, te kako na to sve ona gleda. Glazba korijene vuče iz electropopa i synthpopa osamdesetih s mnogo plesnih melodija. 
Nakon izlaska, album je dobio, uglavnom, pozitivne kritike, a pjevačke sposobnosti Lady Gage su uspoređene s onima Gwen Stefani. Album je došao do broja jedan u zemljama kao što su Ujedinjeno Kraljevstvo, Kanada, Austrija, Njemačka, Švicarska i Irska, a na američkoj Billboard 200 ljestvici albuma, zauzeo je broj dva, te je došao do samog vrha Billboardove ljestvice Dance/Electronic albuma. Album je do danas u svijetu prodao oko 18 milijuna primjeraka.
Prva dva singla, "Just Dance" i "Poker Face" postala su međunarodni hitovi. "Just Dance" je zauzeo broj jedan u šest zemalja, dok je "Poker Face" zauzeo broj jedan na gotovo svim svjetskim top ljestvicama. Sljedeći singl skinut s "The Fame"-a, "Eh Eh (Nothing Else I Can Say)" nije imao većeg uspjeha, dok su preostala dva, "LoveGame" i  "Paparazzi", također postali hitovi. Lady Gaga je album promovirala s mnogo živih nastupa, a sredinom 2009. odlučila se na prvu samostalnu turneju "The Fame Ball Tour". U jesen 2009., izdala je EP "The Fame Monster" koji je poslužio kao deluxe izdanje "The Famea", te je zasebno prodan u oko 7 milijuna primjeraka. 
The Fame je osvojio puno prestižnih nagrada, otkad je izdan. Sâm album i singlovi s njega, ukupno su nominirani za šest Grammyja. Album je osvojio Grammy za najbolji elektro album, te Poker Face za najbolju plesnu pjesmu. Usto, album je osvojio i nagradu za najbolji internacionalni album na BRIT Awardsu 2010.

## Popis pjesma
1. Just Dance (featuring Colby O'Donis) (RedOne, Akon) – 4:04
2. LoveGame (RedOne) – 3:33
3. Paparazzi (R. Fusari) – 3:30
4. Beautiful Dirty Rich (R. Fusari) – 2:54
5. Eh, Eh (Nothing Else I Can Say) (M. Kierszenbaum) – 2:57
6. Poker Face (RedOne) – 3:59
7. The Fame (M. Kierszenbaum) – 3:44
8. Money Honey (Lady Gaga, RedOne, Bilal Hajji) – 3:08
9. Again Again (R. Fusari) – 3:06
10. Boys Boys Boys (RedOne) – 3:22
11. Brown Eyes (R. Fusari) – 4:05
12. Summerboy (Brian & Josh) – 4:16
13. I Like It Rough – 3:22

## Singlovi
- 2008.: "Just Dance" (feat. Colby O'Donis)
- 2008.: "Poker Face"
- 2008.: "Eh, Eh (Nothing Else I Can Say)"
- 2009.: "LoveGame"
- 2009.: "Paparazzi"

## Ljestvica
| Ljestvica (2008 - 09)           | Pozicija albuma |
| ------------------------------- | --------------- |
| ARIA Charts                     | 4               |
| Austrian Albums Chart           | 1               |
| Ultratop 50 (Flanders)          | 4               |
| Belgian Albums Chart (Wallonia) | 8               |
| Canadian Albums Chart           | 1               |
| Czech Albums Chart              | 2               |
| Danish Albums Chart             | 2               |
| Dutch Albums Chart              | 12              |
| European Top 100 Albums         | 1               |
| Finnish Albums Chart            | 3               |
| French Albums Chart             | 2               |
| German Albums Chart             | 1               |
| Irish Albums Chart              | 1               |

| Ljestvica(2008 - 09)                 | Pozicija albuma |
| ------------------------------------ | --------------- |
| Italian Albums Chart                 | 14              |
| Japanese Oricon Album Charts         | 6               |
| Mexican Albums Chart                 | 2               |
| New Zealand Albums Chart             | 2               |
| Norwegian Albums Chart               | 4               |
| Polish Albums Chart                  | 6               |
| Portuguese Albums Chart              | 19              |
| Spanish Albums Chart                 | 27              |
| Swedish Albums Chart                 | 21              |
| Swiss Albums Chart                   | 1               |
| UK Albums Chart                      | 1               |
| U.S. Billboard 200                   | 2               |
| U.S. Billboard Top Electronic Albums | 1               |

## Datum izdanja
| Region   | Date               | Format                                       | Label      |
| -------- | ------------------ | -------------------------------------------- | ---------- |
| SAD      | 9. rujna 2008      | CD, LP, digital download                     | Interscope |
| Italija  | 31. listopada 2008 | CD, Digital Download (Standard Edition)      | Interscope |
| Italija  | 30. siječnja 2009  | CD, Digital Download (International Version) | Interscope |
| Njemačka | 2. prosinca 2008   | CD, Digital Download                         | Interscope |
| Brazil   | 31. ožujka 2009    | CD                                           | Universal  |
| Japan    | 20. svibnja 2009   | CD                                           | Universal  |